# Byske kyrka
Byske kyrka är en kyrkobyggnad i Byske. Den är församlingskyrka i Byske församling i Luleå stift. Kyrkan är belägen nordväst om centrala Byske på en höjd kallad Kyrkberget. En björkallé förbinder kyrkan med huvudgatan på orten, via Byske kyrkstad. Kyrkogården är trädbevuxen utan gravar och omgärdas av en gråstensmur.

## Kyrkobyggnaden
Kyrkan är en centralkyrka med en oktagonal planform och ett tillbyggt kor i väster. Kyrkan står på en granitsockel. En inre cirkel med åttkantiga pelare bär en bred lanternin med 16 fönster. Mellan sex av pelarna finns det en läktare. Ovanpå lanterninen står ett kort klocktorn i trä med spira. Innerväggarna är vitputsade och i lanterninen är det målat språkband och bibelfigurer. Fönstren i lanterninen sitter parvis och har matt glas. Kyrkan har fernissade furugolv i hela kyrkan och golvet i kordelen är förhöjt.
Utsidan har vita slätputsade stenmurar med tak och spira täckta med kopparplåt. Kyrkan har tre portar av brunmålat trä. Varje port är omramad av pilastrar med triangelgavel och portarna har en tredelad diagonalmönstrad yttersida.

## Historia

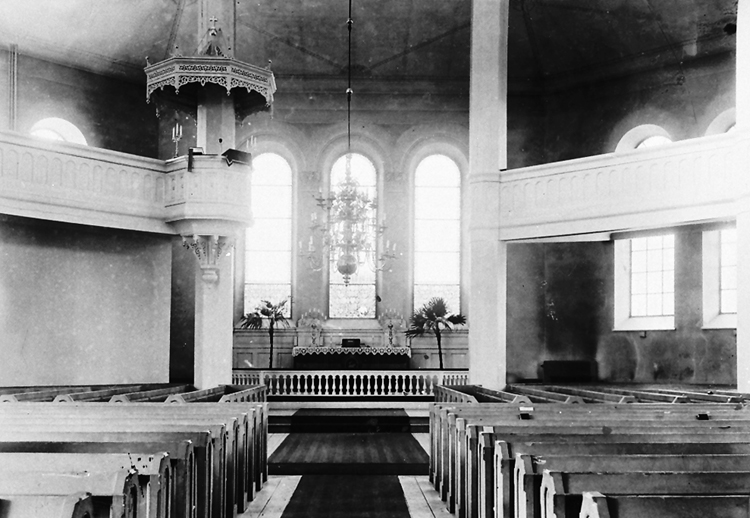
Interiör i Byske kyrka, 1937.

Efter en mycket långdragen, från 1823, och livlig diskussion, vann Byske 1867 över Finnträsk i dragkampen om var församlingens nya kyrka skulle byggas, trots att Finnträsk låg mer centralt i den blivande församlingen. På Ytterstfors vid Byske samt i Furuögrund fanns en livskraftig industri lokaliserad vilket var ett av de tyngst vägande argumenten i diskussionen. Året därpå fastställdes platsen för kyrkan. År 1867 beslutades också, att en komministratur skulle inrättas i Finnträsk, så snart församlingen där byggt kyrka och komministerboställe. Därmed fortsatte diskussionerna, då om annexkyrkan, med både myndigheterna och finnträskarna. Så småningom blev det en dragkamp mellan finnträskarna och fällforsborna.
Kyrkan började byggas 1870 enligt ritningar av arkitekt Anders Georg Boström och stod klar Tacksägelsedagen 13 oktober 1872.

### Restaureringar
År 1914 fick tre fönster vid altarväggen glasmålningar i jugendstil utförda av Otto Wretling och i lanterninen utfördes apostla- och evangelistfigurer inom jugendbårder av Carl Magnus Lindqvist.
Mellan 1955 och 1956 genomfördes omfattande förändringar. Främre sektionerna av läktaren och sakristian revs. En ny rektangulär sakristia byggdes ovanpå utbyggnaden för värmepannan vilket ledde till att fönstren på altarväggen fick igenmuras. Den vackra träskulpturen Korset med nedhängande mantel (och törnekrona), som sedan 1914 pryder altaret i Finnträsk kyrka, stod till dess som central blickpunkt i den åttkantiga kyrkan i Byske. Verket skulpterades ursprungligen år 1860 av brukspredikanten Johan Westerberg till sin egen kyrka, Ytterstfors brukskyrka. Nischerna pryddes nu med en tredelad målning med motiv ur Bergspredikan av konstnären Torsten Nordberg, född på Ytterstfors vid Byske år 1900 och död i Gamla stan i Stockholm 1962. Det mellersta altarväggsfönstret, med ett krucifix som motiv, flyttades till den mellersta fönsteröppningen till vänster om altaret. Predikstolen sänktes, orgeln byggdes ut och bänkarna moderniserades. Vapenhuset och trapphusen byggdes ut för att ge plats åt bland annat toaletter och samtliga tak lades om med kopparplåt. Exteriör och interiör omputsades. Arkitekt för den nya sakristian var Birger Dahlberg.
År 1987 handikapanpassades kyrkan med handikappramp i granit vid huvudingången och handikapptoalett. Inne i kyrkan vid entrén revs ett antal bänkar och ett så kallat kyrktorg anordnades på platsen.

## Kyrkstaden
Intill kyrkan byggdes en liten kyrkstad, en av de sista som byggdes i Sverige. Det var planerat för 89 stugor men i slutändan byggdes bara nio stycken. Byske kyrkstad är byggnadsminnesförklarad.